# Xiaomi 13
Lo Xiaomi 13 è uno smartphone di fascia alta prodotto da Xiaomi, annunciato a dicembre 2022 e commercializzato nello stesso mese.

## Caratteristiche tecniche

### Hardware
Il dispositivo misura 152.8 x 71.5 x 8.0 (o 8.1 mm nella versione con retro in polimero di silicone) mm e pesa 185 o 189 grammi. Ha un chipset Qualcomm Snapdragon 8 Gen 2 (processo a 4 nm), con CPU octa-core e GPU Adreno 740. È disponibile in 3 configurazioni di memoria: 128 GB di memoria interna e 8 GB di RAM, 256/512 GB di memoria interna e 12 GB di RAM. Non dispone di memoria espandibile.
Supporta la connettività 2/3/4/5G, Wi-Fi 802.11 a/b/g/n/ac/6e dual-band, con supporto a Wi-Fi Direct e uso come hotspot, Bluetooth 5.3 con A2DP e LE. Il GPS include supporto per A-GPS, GLONASS, BDS, GALILEO e QZSS. È dotato di NFC e porta USB-C 2.0 con supporto OTG.
Non dispone di radio FM né del jack audio da 3.5 mm. Il display è un AMOLED da 6.36 pollici, con risoluzione Full HD+, densità di pixel di 414 ppi, frequenza di aggiornamento a 120 Hz e supporto agli standard HDR10+ e Dolby Vision. Lo schermo è protetto da Gorilla Glass Victus. Il sensore di impronte digitali è ottico e posizionato sotto lo schermo. È dotato di certificazione IP68.
Per quanto riguarda il comparto fotografico, ha una configurazione tripla sul retro: un sensore principale da 50 megapixel con apertura f/1.8, un sensore grandangolare da 12 megapixel con apertura f/2.2 e un sensore teleobiettivo da 10 megapixel con apertura f/2.0 e zoom ottico 3.2x, accompagnati da un doppio flash LED. Può registrare video in 8K a 24 fps, 4K a 30 o 60 fps e Full HD a 30, 120, 240, 960 o 1920 fps (al rallentatore). La fotocamera anteriore è da 32 megapixel con apertura f/2.0 e registrazione video Full HD a 30 fps.
Ha una batteria ai polimeri di litio da 4500 mAh, non removibile, con supporto per la ricarica rapida a 67 W (consentendo la ricarica completa, secondo il produttore, in 38 minuti), ricarica senza fili a 50 W e ricarica senza fili inversa a 10 W.

### Software
Il dispositivo è dotato di Android 13, aggiornabile fino ad Android 15, con interfaccia utente MIUI 14.

## Versioni
Gli altri smartphone della famiglia Xiaomi 13 sono:
- Xiaomi 13 Pro, che differisce dal modello base per lo schermo AMOLED da 6.73" QHD+ con frequenza d'aggiornamento variabile da 1 a 120 Hz (tecnologia LTPO), il comparto fotografico con sensore principale da 50,3 MP e 1" (Sony IMX989) e obiettivi secondari da 50 MP (un teleobiettivo e un grandangolare), la batteria da 4820 mAh e la ricarica rapida a 120 W (che, secondo il produttore, consente la ricarica completa in 19 minuti);[2]
- Xiaomi 13 Lite, variante economica dotata di schermo AMOLED da 6.55" Full HD+ a 120 Hz, certificazione IP53, chipset Qualcomm Snapdragon 7 Gen 1, reparto fotografico posteriore con obiettivo da 50 MP (principale), 8 MP (grandangolare) e 2 MP (macro) e anteriore con due obiettivi (principale da 32 MP grandangolare e 8 MP di profondità), batteria da 4500 mAh con ricarica cablata a 67 W e senza ricarica senza fili;[3]
- Xiaomi 13 Ultra, modello potenziato caratterizzato da un comparto fotografico avanzato con sensore principale da 50.3 MP (Sony IMX989 da 1") e altri tre sensori da 50 MP (grandangolare con autofocus multidirezionale, teleobiettivo con zoom ottico 3.2x e autofocus dual pixel, teleobiettivo periscopico con zoom ottico 5x, oltre alla TOF 3D, lenti Leica ed il supporto opzionale per anello portafiltri da 67 mm), schermo AMOLED LTPO da 6.73" QHD+ a 120 Hz, batteria da 5000 mAh con ricarica rapida a 90 W, Wi-Fi 7 tri-band, tagli di memoria interna da 256 GB, 512 GB o 1 TB e di RAM da 12 o 16 GB e design con retro in ecopelle;[4]
- Xiaomi 13T, variante rilasciata a settembre 2023 che differisce dallo Xiaomi 13 base in quanto dotata di schermo AMOLED da 6.67" Full HD+ a 144 Hz, chipset MediaTek Dimensity 8200 Ultra, tripla fotocamera posteriore sviluppata in collaborazione con Leica (50 MP principale, 50 MP teleobiettivo con zoom ottico 2x e 12 MP grandangolare), tagli di memoria da 256 GB di memoria interna e 8 o 12 GB di RAM e batteria da 5000 mAh con ricarica rapida a 67 W e assenza di ricarica senza fili;[5]
- Xiaomi 13T Pro, che rispetto allo Xiaomi 13T offre un chipset più potente (MediaTek Dimensity 9200+), supporto alla registrazione video in 8K, memoria interna fino a 1 TB, 16 GB di RAM nella configurazione più alta, ricarica cablata a 120 W e raffreddamento migliorato grazie a una camera di vapore di dimensioni maggiori.[6]